# Jaciment arqueològic de Sords
Jaciment arqueològic Sords és un jaciment a l'aire lliure al voltant del veïnat de Sords, al municipi de Cornellà del Terri (Pla de l'Estany), inclòs a l'Inventari del Patrimoni Arqueològic i Paleontològic de Catalunya.
La major part de les troballes es van fer en un petit turó a la vora del veïnat de Sords, es desconeix el lloc exacta de les troballes.

## Descobriment i historia del jaciment
Al voltant dels anys 40 del Segle XX el Dr. Coromines fa una sèrie de prospeccions que donen com a resultat diverses troballes, amb una cronologia que podria anar des del Plistocè al Paleolític. La major part de les troballes es fan en un petit cim al voltant de Sords.

## Descripció
Es tracta d'un jaciment probablement paleolític.

## Troballes[2]
S'ha trobat un fragment de destral de basalt, de secció circular amb una cronologia molt àmplia. Un chooping-tool de quarsita, tallat bifacialment amb extraccions alternes i de tall sinuós. Té les arestes desgastades i està recobert d'una forta pàtina. Van aparèixer també alguns còdols de quars, tallats i en bon estat i una gran ascle de sílex amb un ampli pla de percussió.
Es va recuperar també un molar inferior dret pertanyent a un Dicerhorinus Megahinus (Rinoceront de gran talla) datat del Plistocè mitja o superior.
Totes les troballes estan dipositades al MACB / Plaça de la Font, 11 (Banyoles).